# Антоний Багаш
Антоний Багаш (на сръбски: Антоније Багаш; на гръцки: Αντώνιος Παγάς), с духовно име Арсений (Арсеније, Αρσένι), е сръбски благородник от XIV век.

## Биография
Антоний Багаш е сръбски благородник от Костур, който се оттегля на Атон между 1356 и 1366 година, където по-късно закупува и възстановява запуснатия в руини манастир „Свети Павел“ с помощта на Никола Радоня през 80-те години на XIV век. След това Багаш става игумен на манастира. Двамата успяват да измолят помощи както от Византия, така и от Сърбия, и да обновят манастира с приходи от сръбските сребърни и златни мини, което го прави един от главните сръбски манастири. Багаш превежда агиографски трудове на сръбски. Негов брат е Никола Багаш, който през 1385 година дарява манастира „Света Богородица Мавровска“ с прилежащите селища, църкви и други собствености на манастира. Според някои изследователи фамилията Багаш е от Враня, но няма историческите източници, които да потвърждават тази информация.